# الیمپوس سی-۲۲۰ زوم
الیمپوس سی-۲۲۰ زوم (به انگلیسی: Olympus C-220 Zoom) یک دوربین عکاسی ساخت شرکت الیمپوس است.

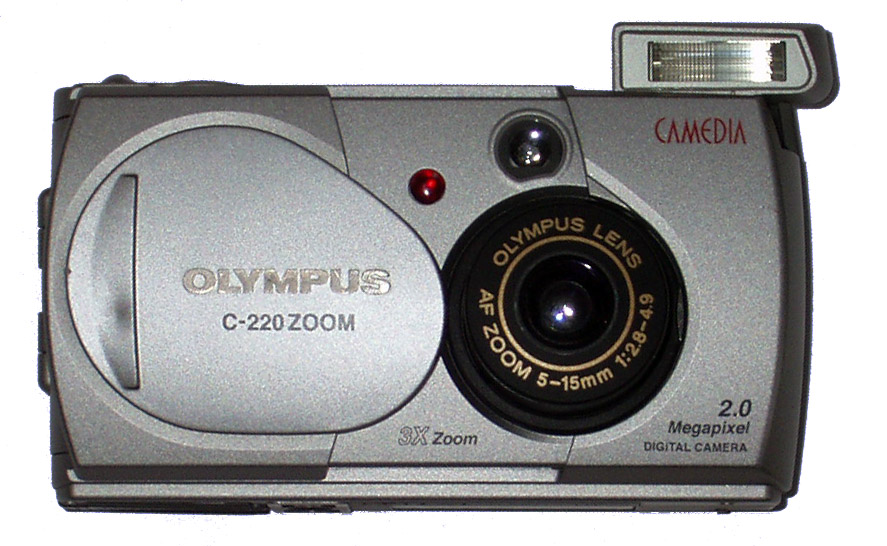